# Lijst van voetbalinterlands Angola - Swaziland
Deze lijst van voetbalinterlands is een overzicht van alle officiële voetbalwedstrijden tussen de nationale teams van Angola en Swaziland. De landen hebben tot op heden vijftien keer tegen elkaar gespeeld. De eerste ontmoeting, een kwalificatiewedstrijd voor de Afrika Cup 1992, was op 2 september 1990 in Lobamba. Het laatste duel, een kwalificatiewedstrijd voor het Wereldkampioenschap voetbal 2026, werd gespeeld in Luanda op 7 juni 2024.

## Wedstrijden
| №  | Plaats  | Datum            | Competitie                                        | Wedstrijd          | Uitslag |
| -- | ------- | ---------------- | ------------------------------------------------- | ------------------ | ------- |
| 1  | Lobamba | 2 september 1990 | Afrika Cup 1992 kwalificatie                      | Swaziland − Angola | 1 − 1   |
| 2  | Luanda  | 16 juli 1991     | Afrika Cup 1992 kwalificatie                      | Angola − Swaziland | 1 − 1   |
| 3  | Lobamba | 8 maart 1998     | COSAFA Cup 1998                                   | Swaziland − Angola | 0 − 1   |
| 4  | Lobamba | 9 april 2000     | WK 2002 kwalificatie                              | Swaziland − Angola | 0 − 1   |
| 5  | Luanda  | 23 april 2000    | WK 2002 kwalificatie                              | Angola − Swaziland | 7 − 1   |
| 6  | Manzini | 6 januari 2001   | Vriendschappelijk                                 | Swaziland − Angola | 1 − 0   |
| 7  | Lobamba | 3 september 2006 | Afrika Cup 2008 kwalificatie                      | Swaziland − Angola | 0 − 2   |
| 8  | Luanda  | 17 juni 2007     | Afrika Cup 2008 kwalificatie                      | Angola − Swaziland | 3 − 0   |
| 9  | Lobamba | 23 juni 2013     | African Championship of Nations 2014 kwalificatie | Swaziland − Angola | 0 − 1   |
| 10 | Luanda  | 29 juni 2013     | African Championship of Nations 2014 kwalificatie | Angola − Swaziland | 1 − 0   |
| 11 | Lobamba | 21 juni 2015     | African Championship of Nations 2016 kwalificatie | Swaziland − Angola | 2 − 2   |
| 12 | Luanda  | 5 juli 2015      | African Championship of Nations 2016 kwalificatie | Angola − Swaziland | 2 − 0   |
| 13 | Manzini | 28 juli 2019     | African Championship of Nations 2020 kwalificatie | Swaziland − Angola | 1 − 1   |
| 14 | Luanda  | 3 augustus 2019  | African Championship of Nations 2020 kwalificatie | Angola − Swaziland | 1 − 1   |
| 15 | Luanda  | 7 juni 2024      | WK 2026 kwalificatie                              | Angola − Swaziland | 1 − 0   |

## Samenvatting
| Competitie                                   | Totaal gespeeld | Winst Angola | Gelijk | Winst Swaziland | Doelsaldo Angola – Swaziland |
| -------------------------------------------- | --------------- | ------------ | ------ | --------------- | ---------------------------- |
| WK-kwalificatie                              | 3               | 3            | 0      | 0               | 9 − 1                        |
| Afrika Cup-kwalificatie                      | 4               | 2            | 2      | 0               | 7 − 2                        |
| African Championship of Nations-kwalificatie | 6               | 3            | 3      | 0               | 8 − 4                        |
| COSAFA Cup                                   | 1               | 1            | 0      | 0               | 1 − 0                        |
| Vriendschappelijk                            | 1               | 0            | 0      | 1               | 0 − 1                        |
| Totaal                                       | 15              | 9            | 5      | 1               | 25 − 8                       |

Wedstrijden bepaald door strafschoppen worden, in lijn met de FIFA, als een gelijkspel gerekend.